# Seenotrettungsstation Freest
Die Seenotrettungsstation Freest ist ein Ostsee-Stützpunkt von freiwilligen Helfern der Deutschen Gesellschaft zur Rettung Schiffbrüchiger (DGzRS) in Mecklenburg-Vorpommern. Bei einem Seenotfall wird kurzfristig das Seenotrettungsboot (SRB) im kleinen Fischereihafen von Freest besetzt. Im Regelfall erfolgt die Alarmierung durch die Zentrale der DGzRS in Bremen, wo die Seenotleitung Bremen (MRCC Bremen) ständig alle Alarmierungswege für die Seenotrettung überwacht.

## Revier und Zusammenarbeit
Das Revier der Seenotretter ist der Greifswalder Bodden zwischen Greifswald und der Insel Usedom. Das alte Fischerdorf Freest liegt direkt an der Mündung des Peenestroms, der zum Hafen von Wolgast und weiter ins Achterwasser führt. Durch diese Verbindung sind regelmäßig Flusskreuzfahrtschiffe, Ausflugsschiffe und Sportboote unterwegs. Größere Schiffe steuern die Peene-Werft in Wolgast an, die auch von der DGzRS-Boote für Revisionsarbeiten beauftragt wird. Der Hafen von Freest wird noch stark von der Küstenfischerei genutzt. Daneben starten hier Ausflugsfahrten mit Kuttern und Fahrgastschiffen zu den Inseln Ruden und  Greifswalder Oie. Die Wind- und Seegangsverhältnisse bedingen regelmäßig Einsätze der Retter für Wassersportler.
Bei größeren Einsätzen erfolgt gegenseitige Hilfe und Unterstützung durch die Nachbarstationen:
- Kreuzer der Seenotrettungsstation Greifswalder Oie
- Boot der Seenotrettungsstation Lauterbach
- Boot der Seenotrettungsstation Zinnowitz
- Boot der Seenotrettungsstation Stralsund

## Aktuelle Rettungseinheit
Die aktuell in Freest liegende HEINZ ORTH ist ein SRB der ersten Serie der aktuellen Bauform mit 9,5 Meter Länge, das 1999 als Neubau zur Station kam. Die bisher seit der Stationsgründung 1990 in Freest stationierten Boote enthält die folgende Tabelle.

## Stationierungen von Rettungseinheiten
| Stationierung von Seenotrettungsbooten |                |          |                   |                            |         |                 |                              |
| Zeitraum                               | Schiffsname    | Reg.-Nr. | Länge oder Klasse | Anz. Motoren ges. Leistung | Geschw. | vorige Station  | Verlegung nach oder Verbleib |
| 1990 → 1992                            | MÖWENORT (I)   | KRST 16  | 7-m-Klasse (1971) | 1 → 54 PS                  | 10,0 kn | von Puttgarden  | ausgemustert                 |
| 1992 → 1993                            | MÖWENORT (II)  | KRST 11  | 7-m-Klasse (1971) | 1 → 54 PS                  | 10,0 kn | von Ueckermünde | ausgemustert                 |
| 1993 → 1994                            | MÖWENORT (III) | KRST 22  | 7-m-Klasse (1971) | 1 → 54 PS                  | 10,0 kn | von Juist       | ausgemustert                 |
| 1994 → 1996                            | MÖWENORT (IV)  | KRST 21  | 7-m-Klasse (1971) | 1 → 54 PS                  | 10,0 kn | von Norddeich   | → Breege                     |
| 1996 → 1999                            | WALTHER MÜLLER | KRST 23  | 9-m-Klasse        | 1 → 220 PS                 | 18,0 kn | von Eiderdamm   | → Breege                     |
| seit 1999                              | HEINZ ORTH     | SRB 50   | 9,5-m-Klasse      | 1 → 320 PS                 | 18,0 kn | Neubau          | auf Station                  |

## Galerie der Seenotrettungsboote

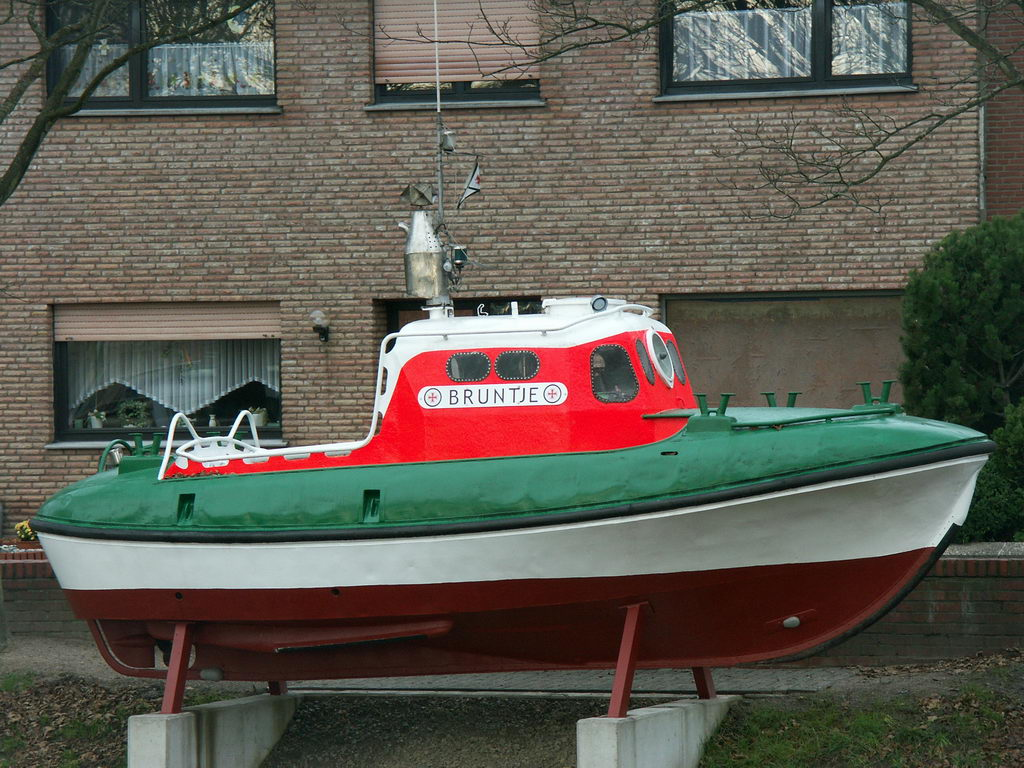
Die Boote mit Namen MÖWENORT sind vielfach Museumsboote
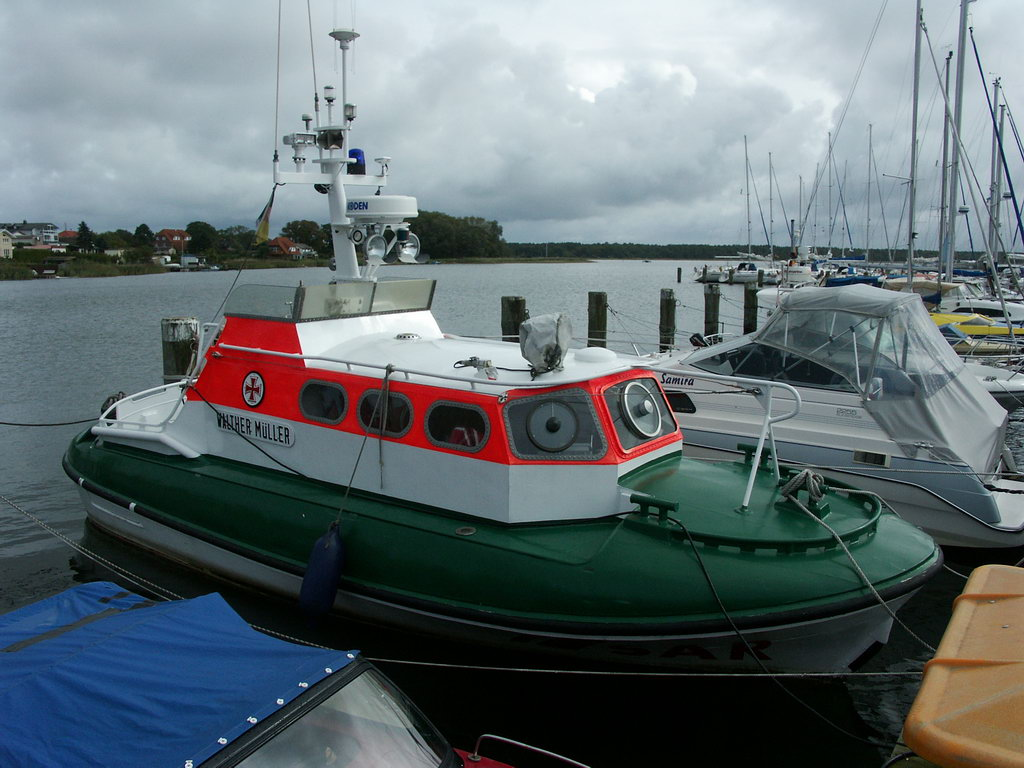
SRB WALTHER MÜLLER in Breege